# Palomino (àlbum de Miranda Lambert)
Palomino és el novè àlbum d'estudi de la cantant de country estatunidenca Miranda Lambert, llançat per Vanner Records i RCA Records Nashville el 29 d'abril de 2022. Lambert ha produït l'àlbum amb Luke Dick i Jon Randall i ha coescrit 14 de les 15 cançons. L'àlbum va estar precedit pel senzill "If I Was a Cowboy".
L'àlbum va estar nominat al Premi a l'Àlbum de l'Any de l'Associació de Música Country.

## Llista de cançons
| No. | Títol                                | Compositor(s)                             | Durada |
| --- | ------------------------------------ | ----------------------------------------- | ------ |
| 1.  | "Actin' Up"                          | Miranda Lambert • Luke Dick • Jon Randall | 3:25   |
| 2.  | "Scenes"                             | Lambert • Dick • Natalie Hemby            | 2:54   |
| 3.  | "In His Arms"                        | Lambert • Jack Ingram • Randall           | 2:39   |
| 4.  | "Geraldene"                          | Lambert • Ingram • Randall                | 3:01   |
| 5.  | "Tourist"                            | Lambert • Dick • Hemby                    | 3:35   |
| 6.  | "Music City Queen" (ft. The B-52's)  | Lambert • Dick • Hemby                    | 3:19   |
| 7.  | "Strange"                            | Lambert • Dick • Hemby                    | 3:31   |
| 8.  | "Wandering Spirit"                   | Mick Jagger • James Rippetoe              | 3:36   |
| 9.  | "I'll Be Lovin' You"                 | Lambert • Dick • Randall                  | 3:09   |
| 10. | "That's What Makes the Jukebox Play" | Lambert • Dick • Hemby                    | 4:09   |
| 11. | "Country Money"                      | Lambert • Aaron Raitiere • Mikey Reaves   | 3:19   |
| 12. | "If I Was a Cowboy"                  | Lambert • Jesse Frasure                   | 3:14   |
| 13. | "Waxahachie"                         | Lambert • Ingram • Randall                | 3:29   |
| 14. | "Pursuit of Happiness"               | Lambert • Dick • Hemby                    | 2:48   |
| 15. | "Carousel"                           | Lambert • Dick • Hemby                    | 4:19   |